# Marquesado de Ruchena
El Marquesado de Ruchena es un título nobiliario español creado por el rey Felipe V por decreto de 29 de marzo de 1737 , (carta de 14 de mayo de 1737), a favor de Antonio Álvarez de Bohórquez y Ferrete. 
Su nombre hace referencia al cortijo de Ruchena, situado en el municipio andaluz de Utrera, en la provincia de Sevilla.
El título de marqués de Ruchena, fue rehabilitado en 1925 por Gonzalo Fernández de Córdoba y Morales, casado con María del Rosario Moreno y Agrela.

## Marqueses de Ruchena
- Antonio Álvarez de Bohórquez y Ferrete de la Rosa y Andino, I marqués de Ruchena, teniente general, paje del rey y caballero de la Orden de Santiago.[2]

- José Álvarez de Bohórquez y White, II marqués de Ruchena. El 7 de agosto de 1791, el rey Carlos IV, le concedió, por Real Decreto, la Grandeza de España personal.[2] Contrajo matrimonio el 21 de febrero de 1750 con Josefa de Molina y Saavedra.[3]

- José Carlos Álvarez de Bohórquez y Molina, III marqués de Ruchena.

Rehabilitación en 1925 por
- Gonzalo Fernández de Córdoba y Morales, IV marqués de Ruchena,[4] fallecido en 1955. Por sentencia judicial pasó el título en 1962 a :

- Enrique María de Valdenebro y Muñoz, V marqués de Ruchena,[5] XIV marqués de Jódar, conde de San Remi.

Casó con María de la Gracia Halcón y Lasso de la Vega. Le sucedió su hijo:
- Enrique Valdenebro y Halcón, VI marqués de Ruchena.[6]

- Enrique María Valdenebro y Corpas, VII marqués de Ruchena.[7]